# M/S Svanen
M/S Svanen är ett svensk ångfartyg, färdigställt 1882. Det 15 meter långa fartyget har under årens lopp transporterat gods och människor i Blekinge, Skåne, Östergötland, Småland, Dalarna och Västergötland.

## Historik

### Tidiga år
Det levererades 1882, under namnet S/S Siri, som det första byggda fartyget från Ljunggrens mekaniska verkstad i Kristianstad. Köpare var Sölvesborgs hamn, som använde henne som bogserbåt och inspektionsfartyg.
Siri såldes 1904 till August Lindström i Torsebro i Kristianstad. Ny ägare 1910 blev godsägaren Castegren på Degerhov i Mem.

### Åren på Sommen
År 1912 köptes hon av byggmästaren och fabrikören F.O. Larsson i Tranås, som ägde ett snickeri på ön Strömsholmen i Svartån i Tranås. Han döpte om henne till Strömsholmen och försåg henne med en ny styrhytt. Strömsholmen drog därefter pråmar på Sommen, framför allt mellan Ribbingshov i Norra Vi och Sommens station. Strömsholmen körde också sommartid torgturer på fredagar, från östra delen av Sommen till Tranås. Hon fortsatte från 1920 till 1958 att segla på Sommen under ett antal olika ägare och med hemmahamn i samhällena Sommen och Tranås. Därefter lades Brandsnäs Såg och Tegelbruk AB ned.
Reparatör Nils-Gustav Örtengren köpte 1960 Strömsholmen. Hon fick en ny överbyggnad och motoriserades med en begagnad Scania-Vabis MD 812 från 1950 på 162 hk. Hon gick sedan i 20 år som turistbåt på Sommen.

### Skåne, Dalarna och Västergötland
År 1994 köptes fartyget av den ideella föreningen CJF Ljunggrens rederi i Kristianstad (med namn efter grundaren av Ljunggrens mekaniska verkstad, Carl Johan Fredrik Ljunggren). I Kristianstad omdöptes fartyget till Siri och gick i trafik på Råbelövssjön på traden Österlöv – Balsby – Tomarp. 1998 såldes hon dock till Rederi AB Runn i Falun, omdöptes till Slussbruden och gick turer på Runn.
År 2000 köptes hon av Öresjö Rederi AB i Borås och omdöptes till Svanen. Hon har sedan dess under olika ägare seglat turer för turister på Öresjö i Borås kommun. Hon såldes på auktion hösten 2024.